# Middlesbrough Football Club 2019-2020
Questa voce raccoglie le informazioni riguardanti il Middlesbrough Football Club nelle competizioni ufficiali della stagione 2019-2020.

## Maglie e sponsor
| Casa | Trasferta | Terza divisa |

Sponsor ufficiale: 32Red
Fornitore tecnico: Hummel

## Rosa
Aggiornata al 15 gennaio 2020.
| N. |                             | Ruolo | Calciatore         |
| -- | --------------------------- | ----- | ------------------ |
| 1  | Spagna (bandiera)           | P     | Tomás Mejías       |
| 2  | Paesi Bassi (bandiera)      | D     | Anfernee Dijksteel |
| 3  | Inghilterra (bandiera)      | D     | George Friend      |
| 4  | Spagna (bandiera)           | D     | Daniel Ayala       |
| 5  | Inghilterra (bandiera)      | D     | Ryan Shotton       |
| 6  | Inghilterra (bandiera)      | D     | Dael Fry           |
| 7  | Inghilterra (bandiera)      | C     | Marcus Tavernier   |
| 8  | Inghilterra (bandiera)      | C     | Adam Clayton       |
| 9  | RD del Congo (bandiera)     | A     | Britt Assombalonga |
| 10 | Inghilterra (bandiera)      | C     | Marcus Browne      |
| 11 | Inghilterra (bandiera)      | A     | Ashley Fletcher    |
| 14 | Benin (bandiera)            | A     | Rudy Gestede       |
| 16 | Inghilterra (bandiera)      | C     | Jonathan Howson    |
| 17 | Irlanda del Nord (bandiera) | D     | Paddy McNair       |

| N. |                             | Ruolo | Calciatore      |
| -- | --------------------------- | ----- | --------------- |
| 19 | Inghilterra (bandiera)      | C     | Patrick Roberts |
| 20 | Germania (bandiera)         | A     | Lukas Nmecha    |
| 21 | Inghilterra (bandiera)      | C     | Marvin Johnson  |
| 22 | Irlanda del Nord (bandiera) | C     | George Saville  |
| 25 | Inghilterra (bandiera)      | D     | Nathan Wood     |
| 26 | Inghilterra (bandiera)      | C     | Lewis Wing      |
| 27 | Inghilterra (bandiera)      | D     | Marc Bola       |
| 29 | Inghilterra (bandiera)      | D     | Djed Spence     |
| 33 | Inghilterra (bandiera)      | D     | Hayden Coulson  |
| 35 | Inghilterra (bandiera)      | A     | Tyrone O'Neill  |
| 36 | Inghilterra (bandiera)      | A     | Stephen Walker  |
| 37 | Inghilterra (bandiera)      | C     | Ben Liddle      |
| 42 | Inghilterra (bandiera)      | P     | Aynsley Pears   |